# Folkendange
Folkendange (en luxemburguès: Folkendeng; en alemany:  Folkendingen) és un poble de la comuna de Vallée de l'Ernz situada al districte de Diekirch del cantó de Diekirch. Està a uns 26 km de distància de la ciutat de Luxemburg.

## Història
Abans d'1 de gener de 2012, Folkendange formava part de la comuna d'Ermsdorf que es va dissoldre durant la creació de la nova comuna de Vallée de l'Ernz.